# Maurren Maggi
Pour les articles homonymes, voir Higa et Maggi (homonymie).
Maurren Higa Maggi (née le 25 juin 1976 à São Carlos) est une athlète brésilienne. Championne olympique en 2008 du saut en longueur, elle est la détentrice des records d'Amérique du Sud du 100 mètres haies et du saut en longueur, avec respectivement 12 s 71 et 7,26 m.

## Carrière
Elle décroche quatre titres lors des Championnats d'Amérique du Sud : à la longueur en 1997, 1999 et 2006, et sur 100 m haies en 1999, et deux titres lors des Jeux panaméricains, en 1999 et 2007.
En 2002, la Brésilienne remporte la Finale du Grand Prix IAAF avec un saut à 7,02 m, et se classe par ailleurs deuxième de la Coupe du monde des nations derrière la Russe Tatyana Kotova. L'année suivante, elle monte sur la troisième marche du podium des Championnats du monde en salle de Birmingham.
Médaillée d'argent des Championnats du monde en salle 2008 derrière la Portugaise Naide Gomes, Maurren Maggi réalise la meilleure performance de sa carrière en août 2008 à l'occasion des Jeux olympiques de Pékin en remportant le concours de la longueur avec un saut à 7,04 m, devançant d'un centimètre seulement la Russe Tatyana Lebedeva.
Elle a été mariée au pilote automobile Antônio Pizzonia. Le couple a une fille, Sophia, née en décembre 2004.
Continuant les compétitions jusqu'en 2015 sans toutefois participer à une compétition internationale depuis les Jeux olympiques de Londres en 2012 (où elle ne passe pas le cap des qualifications), Maurren Maggi met officiellement un terme à sa carrière sportive le 28 février 2016 lors du meeting en plein air de Rio de Janeiro où elle réalise un seul saut (son dernier), qu'elle mord. Longtemps persuadée d'avoir sa chance aux Jeux olympiques de Rio 2016, l'athlète admet que son corps ne lui permettait plus.

### Records
| Épreuve                  | Performance | Lieu               | Date          |
| ------------------------ | ----------- | ------------------ | ------------- |
| Saut en longueur         | 7,26 m      | Bogota             | 26 juin 1999  |
| Saut en longueur (salle) | 6,89 m      | Valence            | 9 mars 2008   |
| Triple saut              | 14,53 m     | São Caetano do Sul | 27 avril 2003 |
| 100 m haies              | 12 s 71     | Manaus             | 19 mai 2001   |

## Palmarès
| Date | Compétition                    | Lieu              | Résultat | Épreuve     | Marque  |
| ---- | ------------------------------ | ----------------- | -------- | ----------- | ------- |
| 1997 | Championnats d'Amérique du Sud |                   | 2e       | 100 m haies |         |
| 1997 | Championnats d'Amérique du Sud | 1re               | Longueur |             |         |
| 1999 | Universiade                    | Palma de Majorque | 3e       | Longueur    | 6,58 m  |
| 1999 | Championnats d'Amérique du Sud | Bogota            | 1re      | 100 m haies |         |
| 1999 | Championnats d'Amérique du Sud | Bogota            | 1re      | Longueur    |         |
| 1999 | Jeux panaméricains             | Winnipeg          | 2e       | 100 m haies | 12 s 86 |
| 1999 | Jeux panaméricains             | Winnipeg          | 1re      | Longueur    | 6,59 m  |
| 1999 | Championnats du monde          | Séville           | 8e       | Longueur    | 6,68 m  |
| 2001 | Championnats du monde en salle | Lisbonne          | 9e       | Longueur    | 6,38 m  |
| 2001 | Universiade                    | Palma de Majorque | 2e       | 100 m haies | 13 s 13 |
| 2001 | Universiade                    | Palma de Majorque | 1re      | Longueur    | 6,83 m  |
| 2001 | Championnats du monde          | Edmonton          | 7e       | Longueur    | 6,73 m  |
| 2002 | Finale du Grand Prix           | Paris             | 1re      | Longueur    | 7,02 m  |
| 2002 | Coupe du monde des nations     | Madrid            | 2e       | Longueur    | 6,81 m  |
| 2003 | Championnats du monde en salle | Birmingham        | 3e       | Longueur    | 6,70 m  |
| 2006 | Championnats d'Amérique du Sud | Tunja             | 1re      | Longueur    | 6,86 m  |
| 2007 | Jeux panaméricains             | Rio de Janeiro    | 1re      | Longueur    | 6,84 m  |
| 2007 | Championnats du monde          | Osaka             | 5e       | Longueur    | 6,80 m  |
| 2008 | Championnats du monde en salle | Valence           | 2e       | Longueur    | 6,89 m  |
| 2008 | Jeux olympiques                | Pékin             | 1re      | Longueur    | 7,04 m  |
| 2009 | Championnats du monde          | Berlin            | 7e       | Longueur    | 6,68 m  |
| 2011 | Championnats d'Amérique du Sud | Buenos Aires      | 1re      | Longueur    | 6,52 m  |
| 2011 | Championnats du monde          | Daegu             | 10e      | Longueur    | 6,17 m  |
| 2011 | Jeux panaméricains             | Guadalajara       | 1re      | Longueur    | 6,94 m  |